# Zinkensdamms IP
Zinkensdamms Idrottsplats, lokalt oftast kallad Zinken eller Zinkens, är en idrottsplats vid Ringvägen på Södermalm i centrala Stockholm. Idrottsplatsen byggdes 1936 enligt Paul Hedqvists ritningar och invigdes 18 maj 1937 med bland annat fotbollsmatchen Reymersholms IK – Djurgårdens IF. Paul Hedqvist var även arkitekt till några andra idrottsanläggningar i Stockholm såsom Stadshagens IP (1931), Stora Mossens IP (1933) och  Kristinebergs IP (1933).
Publikrekordet sattes 1941 då 11 543 officiellt åskådare såg den allsvenska kvalmatchen mellan Reymersholm och IFK Eskilstuna. Det sägs att det inofficiellt var runt 17 000 åskådare närvarande.[källa behövs]

## Idrottsplatsen idag

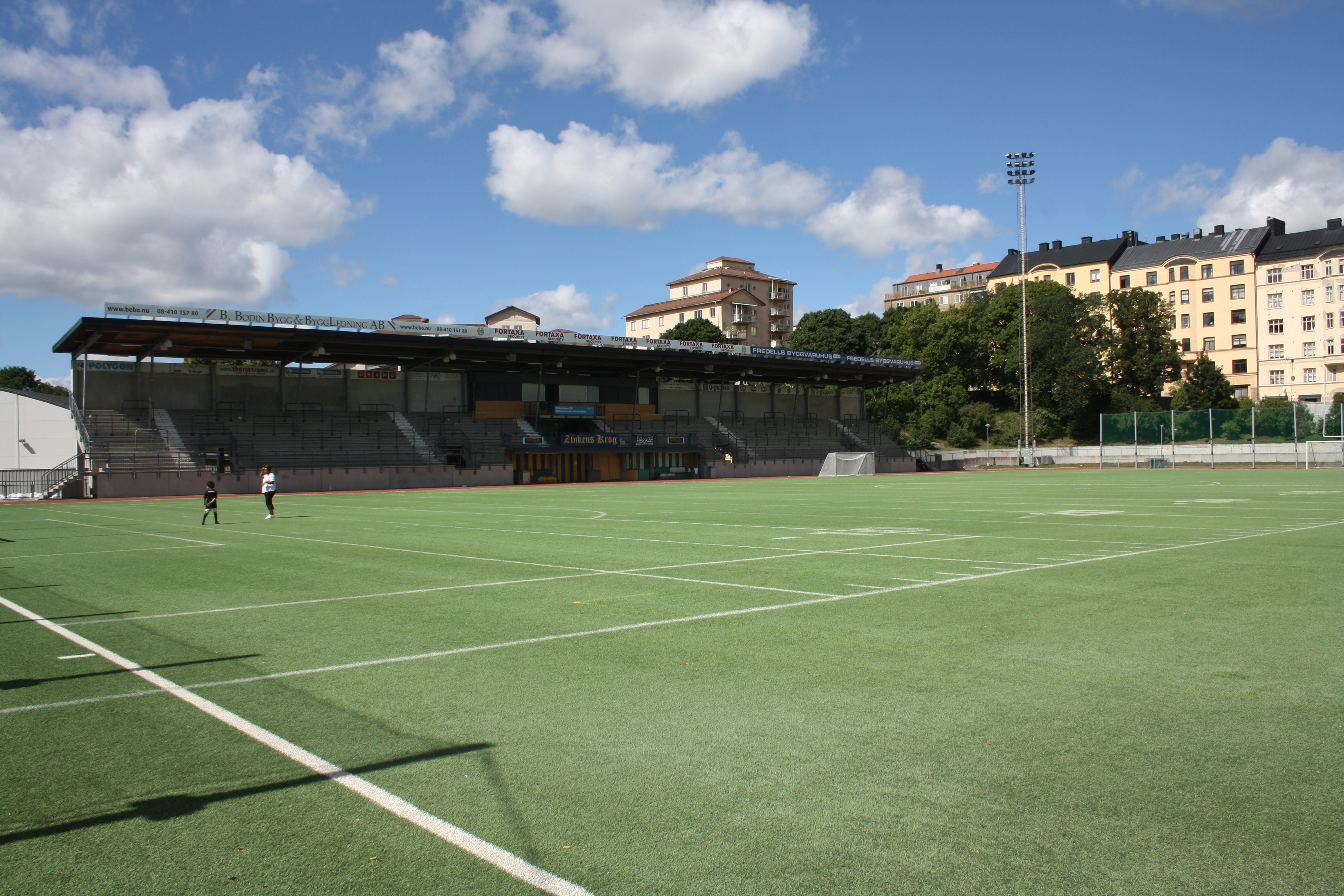
Fotbollsplanen med konstgräs och läktaren på Zinkensdamms IP.

Idag är Zinkensdamms IP framför allt en bandyanläggning och fotbollsanläggningar, men även andra sporter, som till exempel amerikansk fotboll, utövas där. Zinkensdamms IP är mest känd för att vara hemmaplan för Hammarby Bandy, men även IK Tellus bandy,  Reymersholms IK och Stockholm Mean Machines spelar här. Bandybanan blev konstfryst 1986.
Även Bajen Fans Ishockeyförening spelade sina hemmamatcher i Zinkens ishall under föreningens första säsong 2008. Idag spelar Hammarbys damjuniorer och damseniorer, i division 1, sina hemmamatcher här.
AC Camelen hockey est. 1971 spelar sina hemmamatcher här.

## Bilder

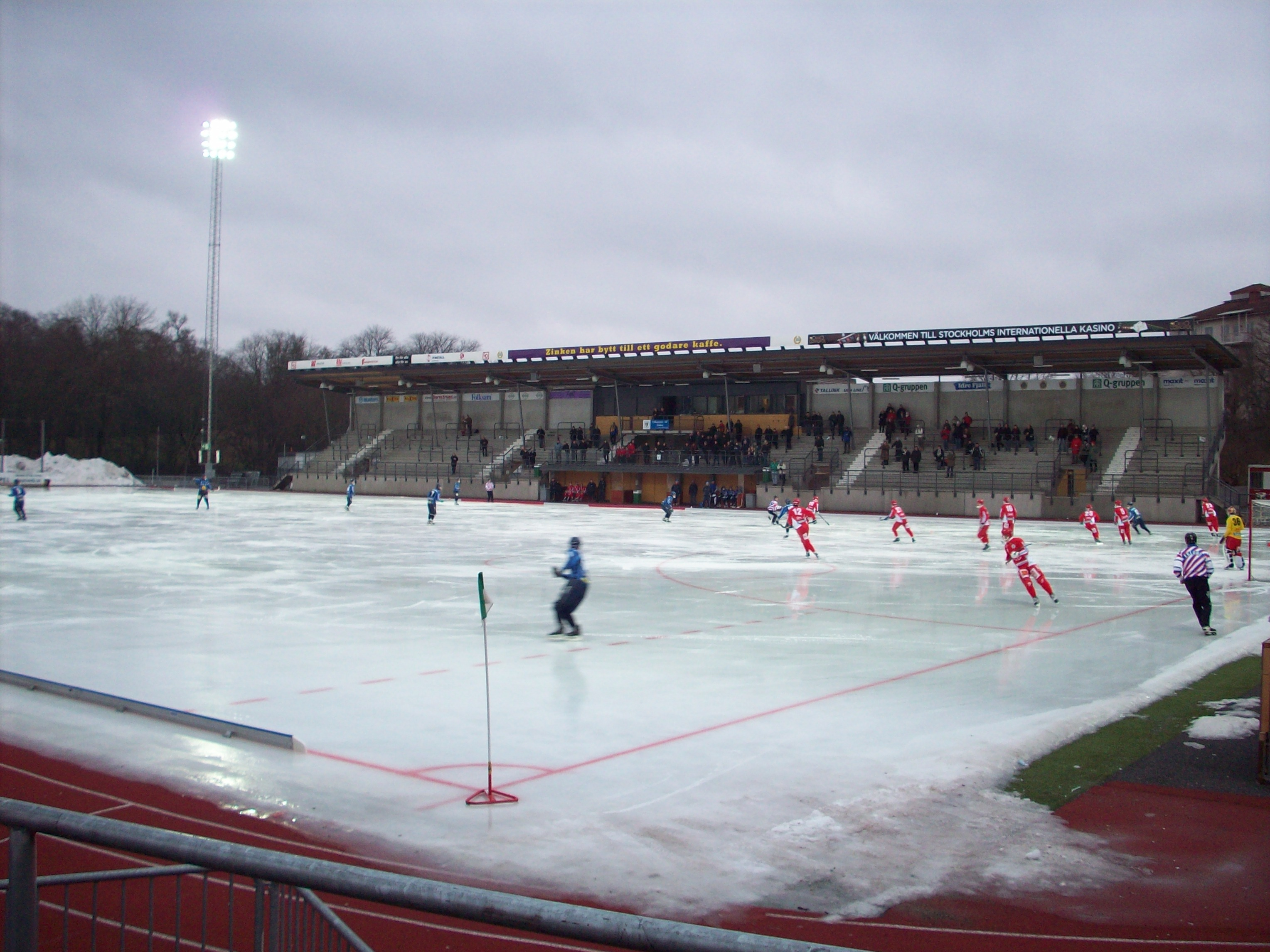
Bandymatch på Zinkensdamms IP
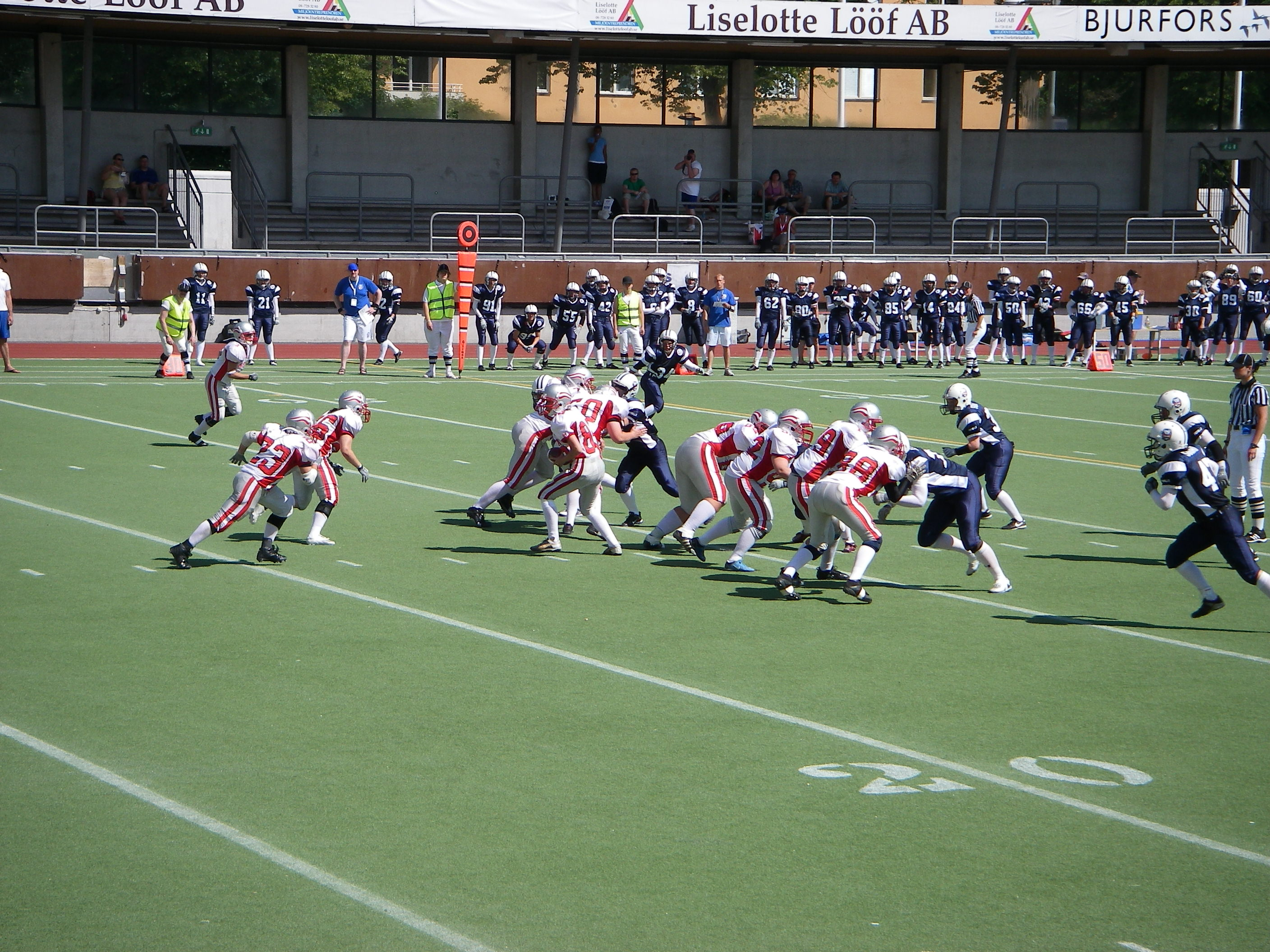
Match i amerikansk fotboll på Zinkensdamms IP
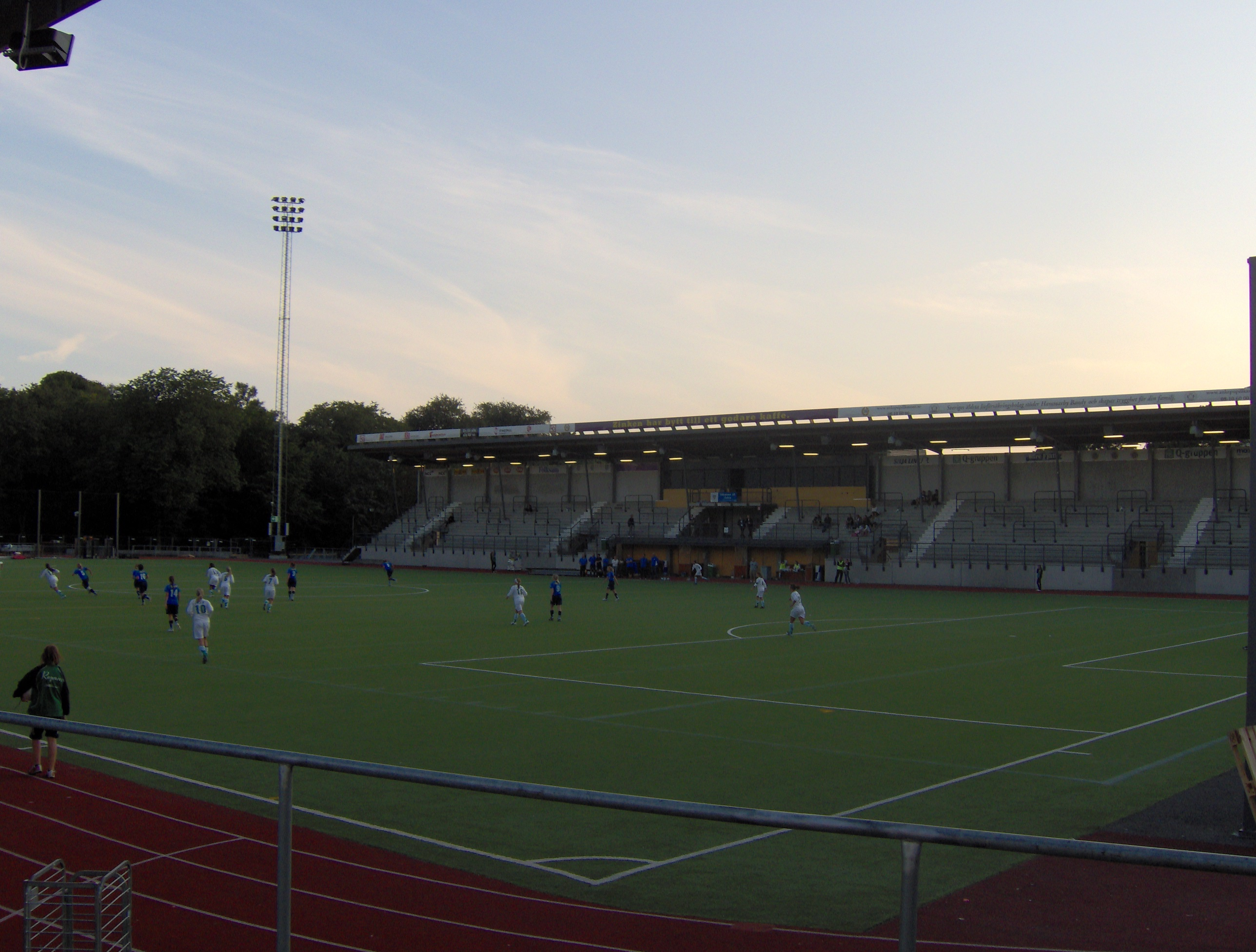
Fotbollsmatch på Zinkensdamms IP
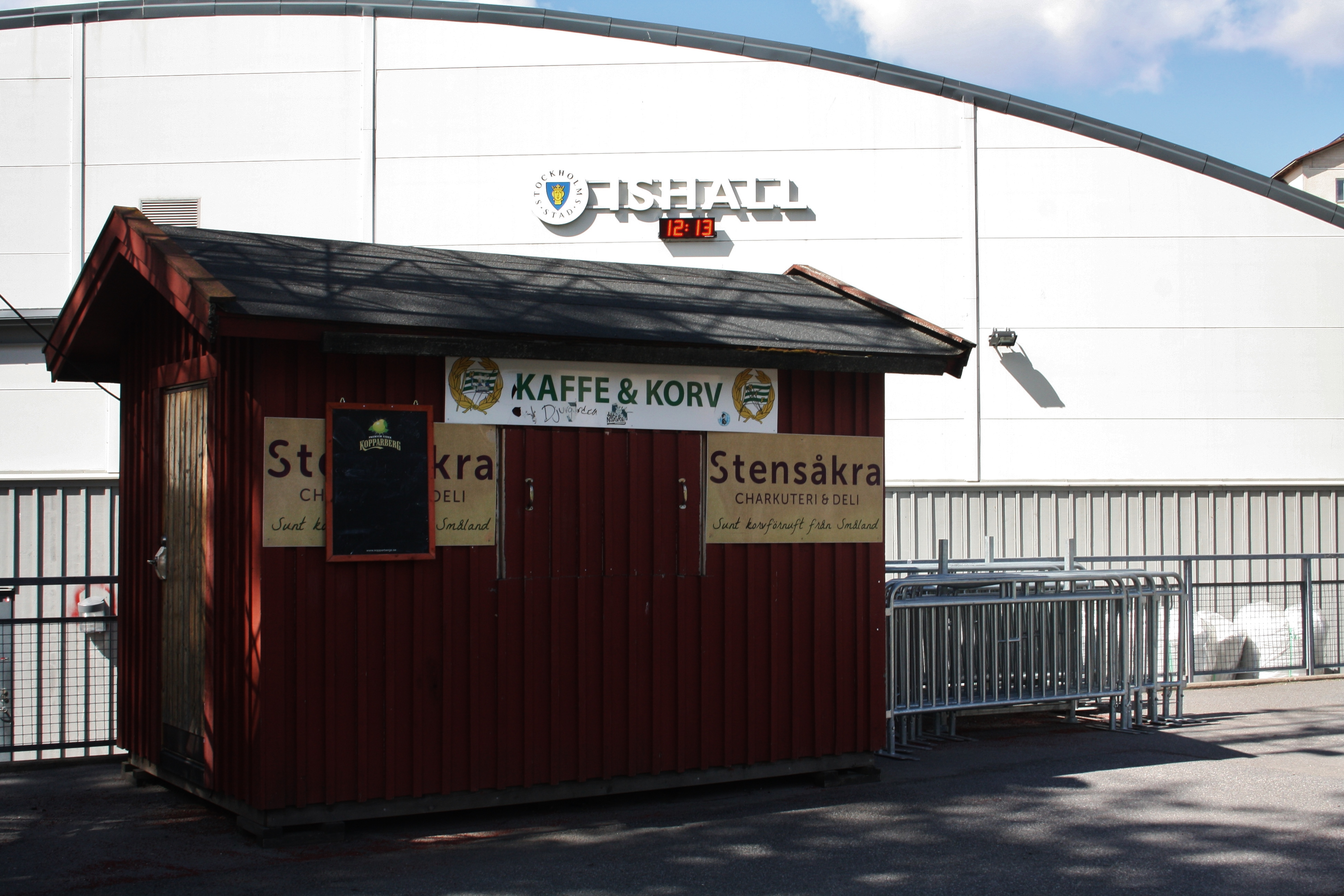
Kaffe och Korvkiosk på Zinkensdamms IP
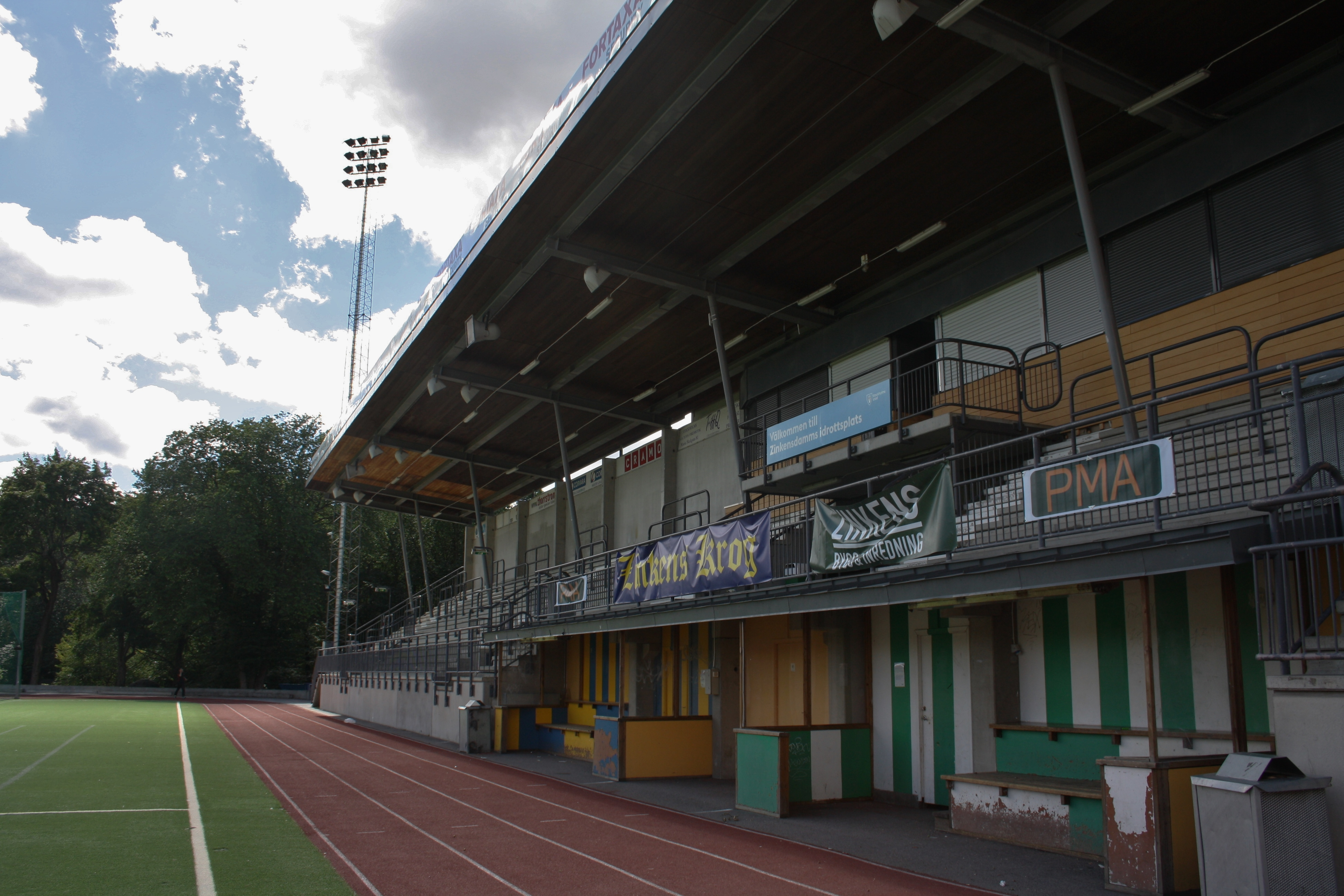
Läktaren på Zinkensdamms IP
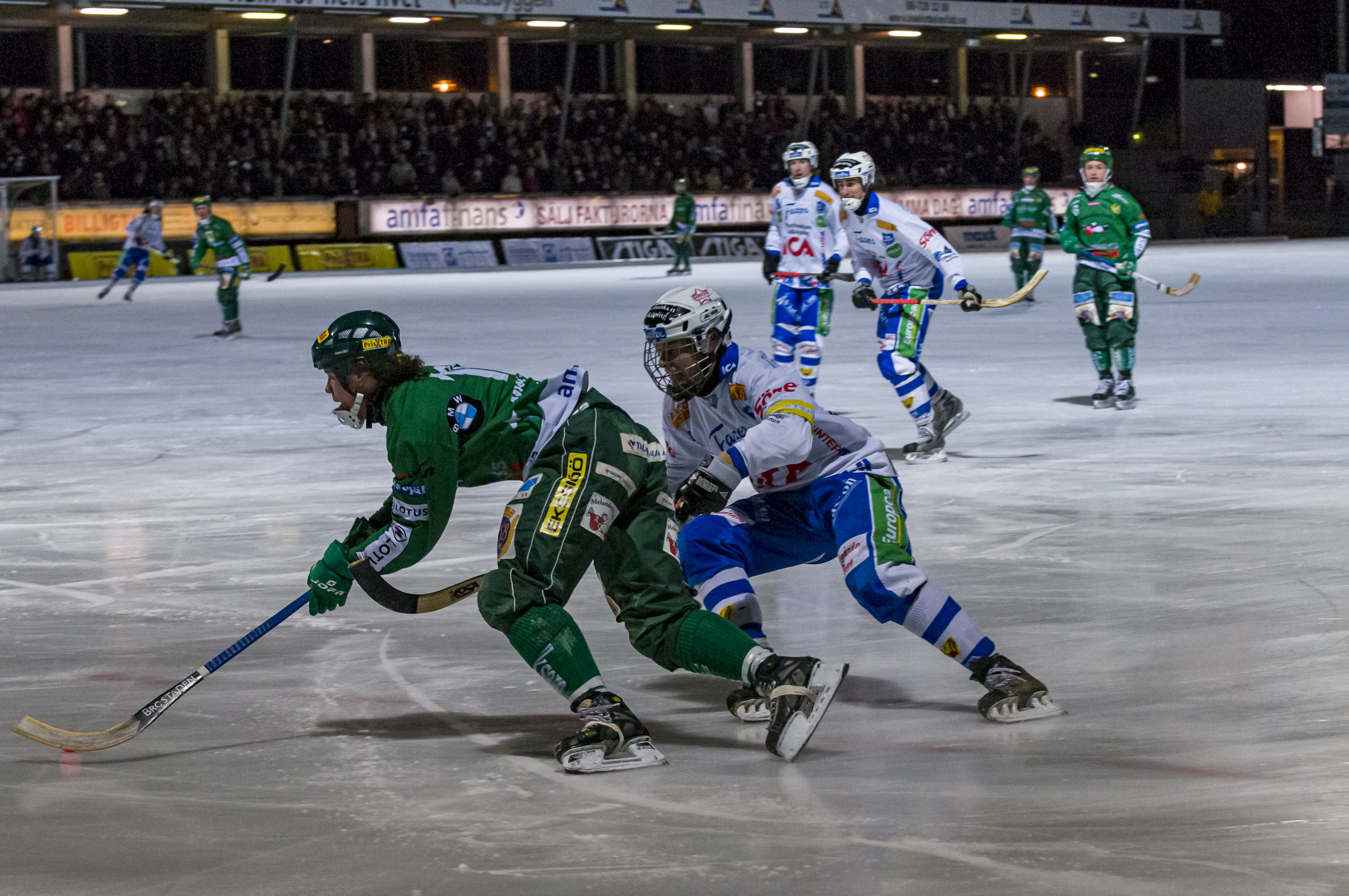
Bandymatch på Zinkensdamms IP 2008